# Asthenes usheri
Asthenes usheri, "vitstjärtad kanastero", är en fågelart i familjen ugnfåglar inom ordningen tättingar. Den betraktas oftast som underart till ljusstjärtad kanastero (Asthenes huancavelicae) alternativt rostgumpad kanastero (A. dorbignyi) när den senare betraktas som en del av den förra. Athenes usheri urskiljs dock sedan 2016 som egen art av Birdlife International och IUCN.
Fågeln förekommer arida områden i Anderna i sydcentrala Peru, från Ancash till Apurímac. Den kategoriseras av IUCN som nära hotad.